# Xie He Xian
Xie He Xian, detto A Chord o R.Chord (cinese tradizionale: 謝和弦; cinese semplificato: 谢和弦; pinyin: Xie Hexian; Taiwan, 15 aprile 1987), è un cantante, attore e compositore taiwanese, conosciuto principalmente per aver scritto la canzone Gou Ai, presente nella colonna sonora della serie televisiva taiwanese The X-Family.
Una versione rinnovata di Gou Ai viene cantata da Pets Tseng nel sequel della serie, K.O.3an Guo, nel quale compaiono altresì delle parodie della canzone a partire dal nono episodio.

## Biografia

### Origini
Il nome di nascita di A Chord, Xie He Xian (謝和弦), gli fu dato dal nonno. La parola cinese xian (和弦) viene tradotta in inglese come chord, da qui il nome d'arte dell'artista. Xie ha iniziato a suonare la chitarra in giovane età grazie alle influenze del nonno, considerato dal giovane come modello a cui ispirarsi.
A Chord abbandonò presto gli studi, per i quali non era portato, ed iniziò a comporre canzoni seguendo sempre l'esempio del nonno.
Già nel 2004, all'età di 16 anni, Xie aveva scritto una cinquantina circa di canzoni, vincendo il primo posto in una competizione di composizione musicale tenutasi nel varietà televisivo Guess Guess Guess. Il primo premio per il vincitore della competizione sarebbe stato un contratto con l'etichetta discografica mandopop HIM International, tuttavia A Chord rifiutò l'offerta in favore di un ingaggio nella band rock underground SEA-LEVEL (海平面).

### 2005
A Chord ha debuttato come attore recitando nella serie televisiva KO One (终极一班), nel ruolo di Sha Yu (鲨鱼), in seguito alla quale è apparso in diversi altri Drama taiwanesi. Un personaggio rilevante da lui interpretato è quello di Da Shu (大树), ragazzo eccentrico che vede gli spiriti e le auree delle persone, nella serie televisiva del 2006 Hua Yang Shao Nian Shao Nu (花样少年少女).

### Composizioni
A Chord ha composto diverse canzoni per le colonne sonore delle serie televisive nelle quali ha recitato, come Zhong ji yi ban per KO One (終極一班), Gou Ai per The X-Family (2007) e Ni Cen Jing Rang Wo Xin Dong (你曾經讓我心動) per They Kiss Again (2007).

Ha scritto insieme a Danson Tang (唐禹哲) la canzone 只欠一句我愛你, presente nell'album di debutto di quest'ultimo, Ai Wo (愛我).

Due delle canzoni più recenti che ha composto e cantato sono Dui Ni Ai Bu Wan (對你愛不完) e Guo Lai Ren (過來人).

## Discografia
| Informazioni sull'album                                                                                   | Tracklist |
| --- | --- |
| Nothing But A Chord - Pubblicato: 17 luglio 2009 - Formato: CD - Lingua: cinese - Paese d'origine: Taiwan | - 01. 牧羊少年的奇幻之旅 - 02. 謝和弦 - 03. 雖然很芭樂 - 04. 關於 - 05. 依賴 - 06. 過來人 - 07. 不過是想 - 08. 我們都成了大人 - 09. 無法定義 - 10. 大時代的偶像劇 - 11. 請你不通嫌棄我 - 12. 雜草精神 - 13. 對你愛不完 |

Prima dell'album studio di debutto, Xie aveva pubblicato un EP intitolato My Name is Xie He Xian, nel febbraio del 2009. In entrambe le pubblicazioni, le canzoni sono state scritte e composte dal cantante sia per quanto riguarda i testi, sia per la musica. I brani riflettono i suoi pensieri sulla vita e su ciò che lo circonda, con una prevalenza del tema amoroso.

## Apparizioni in serie televisive
- The X-Family (终极一家), nel ruolo di Chord (GTV, 2007)
- Hua Yang Shao Nian Shao Nu (花样少年少女), nel ruolo di Da Shu (大树 - GTV, 2006)
- The Graduate (毕业生), nel ruolo di A Guo (episodio 2 - PTS, 2006)
- KO One (终极一班), nel ruolo di Sha Yu (鲨鱼 - GTV, 2005)

## Canzoni
- Gou Ai (够爱), per The X-Family (2007)
- Wu La Ba Ha (嗚啦巴哈), per The X-Family (2007)
- Ni Cen Jing Rang Wo Xin Dong (你曾經讓我心動), per They Kiss Again

## Apparizioni in video musicali
愛我 - Danson Tang (唐禹哲)

晨间新闻 - Tanya Chua (蔡健雅)

安全感 - S.H.E